# Z
Z («зет») — 26-а літера латинського алфавіту. Існує в більшості графічних систем на його основі.

## Назва і вимова
У латинській мові назва літери вимовлялася як ['zeːta] чи ['dzeːta] — відповідно до назви грецької літери. Прийняте в українській мові позначення «зет» походить з латинської через німецьке (Zett) і польське (zet) посередництво.
У більшості англомовних країн літера називається zed (МФА: [zɛd]), але в американському варіанті прийнята назва zee (МФА: [ziː]). Вона походить від британської діалектної форми кінця XVII століття, що виникла за аналогією до назв літер B, C, D, тощо. Існує ще одна діалектна форма izzard (МФА: [ˈɪzərd]), що датується XVIII століттям, і можливо, походить від окс. izèda чи фр. ézed, і далі від реконструйованої народнолатинської форми *idzēta, що може бути утворена від dzēta доданням протетичного звука. Її варіанти трапляються в гонконзькій англійській, але й там здебільшого розглядаються як порушення норми.
В італійській, баскській, іспанській та ісландській літера називається zeta (зараз не входить до ісландської абетки, але трапляється в деяких іменах). У фінський абетці також вживається назва zeta, але вимова інша — МФА: [tsetɑ] чи МФА: [tset]. У португальській вона називається zê, у шведській — zäta, у данській — zæt, у нідерландській, індонезійській, польській, румунській і чеській — zet, у німецькій — Zett, у норвезькій — zett, у французькій — zède, у в'єтнамській — zét. В абетці есперанто назва літери вимовляється як МФА: [zo]. У піньїні офіційна назва літери [tsɨ] («ци»), але зараз під впливом англійської поширюються некоректні zed та zee.

### Вимова
У більшості мов літера читається як дзвінкий ясенний фрикативний [z] або дзвінкий ясенний африкат [d͡z]. У деяких мовах вона читається як глухий ясенний африкат [t͡s] (фінська, німецька; у запозиченнях може читатися [z]). В італійській мові z ([ˈd͡zɛta]) в різних словах може читатися по-різному: як [d͡z] (Zanni, [ˈd͡zanni] — «Дзанні») у дзвінкому варіанті, і як [t͡s] (pizza, [ˈpitt͡sa] — «піца») — у глухому.

## Історія
Походить від літери Ζ, ζ («дзета») грецької абетки і далі від фінікійської «заїн».
В абетці латинської мови літера z з'являлася двічі. Вона була присутня в архаїчній формі латинського алфавіту, бувши запозиченою з етруського письма. До етруського алфавіту вона могла потрапити з варіанта грецької абетки, поширеного на острові Іскія; фонетичним її значенням міг бути африкат [ts].
Оскільки фонема /z/ у V ст. до н. е. перейшла в /r/ (явище ротацизму), z виходить з ужитку. У I столітті до н. е. вона вводиться в латинську абетку знову, тепер вже прямо з грецької: як і y, вона використовується для передачі грецизмів. Доти фонема /z/ передавалася літерою s на початку слова і сполученням ss у середині: sōna (дав.-гр. ζώνη — «пояс»), trapessita (дав.-гр. τραπεζίτης — «банкір», «міняйло»).
У деяких написах, зроблених народною латиною, z передає особливий звук, ймовірно африкат, утворений злиттям рефлексів /j/, /dj/ та /gj/: zanuariu (лат. ianuarius — «січень», «Януарій»), ziaconus (лат. diaconus — «диякон»), oze (лат. hodie — «сьогодні»).
Подібним чином замість /z/ міг вживатися склад /di/ у деяких словах, наприклад, baptidiare (лат. baptizare — «хрестити»). У сучасній італійській, де літера z передає африкати /ts/ чи /dz/, нащадки латинських ianuarius і hodie пишуться через g, яка перед i та e вимовляється /dʒ/: італ. gennaio, oggi. В інших мовах, таких як іспанська, африкат зазнав подальшої еволюції.

## Інше використовування

### Велика літера
- У математиці — позначення осі аплікат. Z з подвійною косою рискою — позначення множини цілих чисел (від нім. Zahlen — «числа»).
- У хімії — позначення атомного номера елемента.
- У фізиці — позначення Z-бозона.
- Символ Z — маркування військової техніки ЗС РФ, що отримало також назву «путінської свастики».

### Мала літера
- У математиці — позначення осі аплікат, а також однієї із змінних.

## Способи кодування
| Фонетичний алфавіт НАТО   | Фонетичний алфавіт НАТО | код Морзе                      | код Морзе    |
| Zulu                      | Zulu                    | ––··                           | ––··         |
|                           |                         |                                | ⠵            |
| Морський прапорний сигнал | Семафорна абетка        | Американська мова жестів (ASL) | Шрифт Брайля |

У юнікоді велика «Z» записується U+005A, а мала «z» — U+007A.
Код ASCII для великої «Z» — 90, для малої «z» — 122;
або у двійковій системі, 01011010 та 01111010, відповідно.
Код EBCDIC для великої «Z» — 233, для малої «z» — 169 (64 less).
NCR код HTML та XML — «&#90;» та «&#122;» для великої та малої літер відповідно.

## Цікаві факти
На Всеукраїнській Конфренції в справі упорядкування українського правопису 1927 року висувалася пропозиція передавати літерою z дзвінкий ясенний африкат [d͡z], для позначення якого завжди використовувалося сполучення дз.